# 景清 (明)
景清（けい せい、生年不詳 - 1402年）は、明初の政治家。慶陽府真寧県（現在の甘粛省正寧県）の人。建文帝の忠臣であったため、彼から帝位を簒奪した永楽帝を暗殺しようとしたが失敗し、その累は本人だけでなく一族や郷里にまで及んだ。この虐殺は、俗に「瓜蔓抄（芋づる式に皆殺し）」と呼ばれる。

## 生涯
本姓は「耿」であったが、冒籍のために「景」姓を名乗った。聡明で一度読んだ内容は忘れなかった。正直な性格だが厳格な人物というわけではなく、国子監時代には学友をいたずらに引っ掛けたこともあったという（#逸話で詳述）。
洪武27年（1394年）の進士となり、翰林院の編修の官に任ぜられ、のちに監察御史に改められた。洪武30年（1397年）の春には左僉都御史となったが、まもなく奏上文に誤字を書いたうえ、それを勝手に改めたかどで弾劾・投獄されたが、間もなく釈放された。その後、金華知府に任ぜられた。
建文元年には北平参議となり、燕王朱棣（のちの永楽帝）と良好な関係を築いた。さらに御史大夫の任に就いた。永楽帝が靖難の変を起こし、南京に攻め入って帝位につくと、建文帝に仕えた家臣の多くが殺された（壬午殉難）。景清は建文帝の仇を討つため、表向きの降伏をした。永楽帝は友の帰順を大いに喜び、景清の官職をそのままにした。
ある日、日者が「赤い異星が急速に帝座を犯しております」と永楽帝に報告した。この日朝廷で赤い衣を身につけていたのは景清だけであったため、身体検査をしたところ、刀を隠し持っているのが見つかった。永楽帝に詰問されると、景清は奮起して「建文帝の仇を討つのみだ！」と答えた。永楽帝は激怒し、景清を凌遅刑とし、その一族をも誅殺した。後日、午睡の際に景清の怨霊が自分を追いかけまわす悪夢を見た永楽帝は、景清の先祖の墓を暴いたともいう。さらには景清の郷里から財産を没収するなど、およそ景清と何らかの関係を持つ者は次々に連座させられた（「瓜蔓抄」）結果、景清の郷里は廃墟と化した。
宣徳年間になると、宣徳帝によって建文帝の忠臣に対する名誉回復がなされた。景清には忠烈の諡が与えられ、各地に廟が建てられた。清の乾隆41年（1776年）には忠壯と改諡された。
たとえば『儒林外史』第29回には「一同步上崗子，在各廟宇裏，見方、景諸公的祠，甚是巍峨。」という文があるが、こうした「景公祠」「景御史廟」はいずれも景清を祀ったものである。

## 逸話
どちらも『国朝典故』巻23、『国朝献徴録』巻54都御史景公清伝等に収められているものである。
- 景清が国子監の学生であったころ、同房の学友が書物を秘蔵していた。景清は学友に頼み込んで、一晩だけの約束でその本を貸してもらった。翌朝、学友が本を返してもらおうとすると、景清は本など借りていないとしらばっくれた。怒った学友は祭酒（国子監の長官）に訴え出たが、景清が本の内容をすべて諳んじてみせたため、祭酒は学友が虚偽の訴えをしたものと思って叱責し、その場から追い出した。景清はその後すぐに本を返却し、君が本をひどくしまい込んでいるから少しからかっただけだ、と言った。
- 景清が初めて科挙に応じたとき、道中の宿が妖異に悩まされていた。しかし、景清が泊まった夜だけは妖異が近寄らなかった。景清が出立するとまた現れるようになったので、その理由を問い詰めたところ、「景秀才を恐れているだけだ」と答えた。その話を聞いた景清が「景清在此」の四字を書き付け、宿の扉に貼らせると、妖異は二度と姿を現さなかった。